# TNSへのお別れ
『TNSへのお別れ』（ティーエヌエスへのおわかれ、仏語 Adieu au TNS）は、1996年（平成8年）製作のジャン＝リュック・ゴダール監督による短篇ビデオ映画である。TNSとは、「Le Théâtre national de Strasbourg」の略称による通称で、ストラスブール国立劇場のことである。

## 概要
ストラスブール国立劇場は、1968年10月に演出家・俳優のユベール・ジニューと、小説家で当時シャルル・ド・ゴール政権の文化大臣だったアンドレ・マルローが設立したものである。
1995年8月 - 12月にゴダールが撮影した『フォーエヴァー・モーツアルト』が翌1996年に完成、同作のワールド・プレミア上映が同年6月14日にサラエヴォで行なわれたが、その前にストラスブールで先行上映されている。同作で「女優」役で出演したベランジェール・アローがTNSのカリキュラムに参加していたことで実現した先行上映だったが、アローとゴダールの関係が終焉したことが、本作を製作する動機となった。ゴダール自身がビデオカメラを回した、非常にパーソナルな作品である。
2006年4月24日 - 8月14日、フランス・パリのポンピドゥー・センターで行なわれた140本にものぼるゴダールの大回顧上映では、本作は上映されなかった。

## スタッフ
- 監督・脚本・撮影・編集・出演・プロデューサー : ジャン＝リュック・ゴダール[1]

## 関連事項
- ジャン＝リュック・ゴダール監督作品一覧
- ストラスブール国立劇場 （fr:Théâtre national de Strasbourg）
- ユベール・ジニュー （fr:Hubert Gignoux）
- ベランジェール・アロー （fr:Bérangère Allaux）

## 註
1. 1 2 3 4  Roberto Chiesi, Jean-Luc Godard, Roma : Gremese, ISBN 88-8440-259-X, p.114.
2. 1 2  Glenn Kenny, Some Came Running, Jean-Luc Godard, Robert Brasillach, and Anti-Semitism: Some observations, June 24, 2008.
3. ↑  ポンピドゥー・センター公式サイト内の上映情報記事「Jean-Luc Godard」（2006年4月24日 - 8月14日）の記述を参照。